# 国際連合コートジボワール活動
国際連合コートジボワール活動（こくさいれんごうコートジボワールかつどう United Nations Operation in Côte d'Ivoire, UNOCI）はコートジボワールに展開していた国際連合平和維持活動。2004年2月27日の国際連合安全保障理事会決議1528に基づき設立された。コートジボワール内戦の停戦を受けて、武装勢力間の停戦監視・武装および動員解除・社会復帰支援・再定住支援・選挙登録支援・法秩序構築支援・その他の人道支援を行う。

## 概要
1999年に起きたクーデター以降、コートジボワールにおいては政情不安定な状態が続いていた。2000年に民政復帰は成されていたが、2002年9月19日に退役軍人を中心としたコートジボワール愛国運動 (MPCI) による反乱が発生し、内戦状態に陥った。
周辺の西アフリカ諸国経済共同体 (ECOWAS) が9月29日により調停に乗り出し、10月17日には停戦協定が結ばれることとなった。10月末には正義平和運動や大西部人民運動を名乗る別の反政府運動が西部で勃発、政府軍と交戦に至ったが、こちらも間もなく停戦に至っている。
平和維持軍としてコートジボワール西アフリカ諸国経済共同体平和維持軍 (ECOMICI) およびフランス軍が展開する中、和平交渉がフランスで続けられ、2003年1月に閣僚に反政府勢力も含めることなどを求めた和平協定（リナ・マルクシ合意）が結ばれた。これを受けて、国際連合安全保障理事会では2003年5月13日に決議1479を採択、国際連合コートジボワール・ミッション (MINUCI) を設立し、和平構築支援を行うこととした。MINUCIの任務は、状況を監視し、平和維持軍であるECOMICIおよびフランス軍、さらにはコートジボワール政府軍との連絡体制を構築することと今後の和平構築への計画を策定することにある。
コートジボワールでは、和平合意に基づき挙国一致内閣が組閣されたが、これは対立により短期間で瓦解することとなった。このような情勢の中、2004年2月27日に国際連合安全保障理事会決議1528が決議され、MINUCIを改編し国際連合コートジボワール活動 (UNOCI) が設立された。UNOCIはECOMICIを組み込んでおり、引き続きフランス軍とは協力体制にあった。任務も拡大し、武装勢力間の停戦監視・武装および動員解除・社会復帰支援・再定住支援・選挙登録支援・法秩序構築支援・その他の人道支援を行うこととなった。2009年2月時点の規模は軍事要員9,176名、文民警察197名、その他スタッフ1,391名。
和平プロセスに進展が見られず、政府軍と反政府勢力の衝突が散発的に続き、武装勢力とフランス軍との交戦もあるなど、情勢は安定しなかった。このため、UNOCIの任期も適時延長されていた。
2010年の大統領選挙ののち、ローラン・バグボ、アラサン・ワタラの二者が大統領就任を宣言したさい、国連はアラサン・ワタラを選挙で当選した正当な大統領と承認したことを受け、バグボ陣営はUNOCIの即時撤退を要請した。これに対しワタラ陣営はUNOCIの駐留継続を要請、国連安保理は2011年6月末までの6か月間の任期延長を決定した。2016年4月28日、国連安保理は2017年6月末にUNOCIの終了を採択した。